# Зоран Чутура
Зоран Чутура (12 березня 1962) — хорватський баскетболіст.
Срібний призер Олімпійських Ігор 1988 року.
Чемпіон світу 1990 року, бронзовий призер 1986 року.
Чемпіон Європи 1989 року.
Срібний призер Юнацького чемпіонату Європи (U-18) 1980 року.
Переможець чемпіонату Європи серед кадетів (U-16) 1979 року.